# Trophées UNFP du football 2024
Les trophées UNFP du football 2024 récompensent les acteurs du football professionnel français pour la saison 2023-2024.
L'ensemble des nommés pour cette 32e édition est dévoilé par l'UNFP le 30 avril 2024 en direct dans l'émission L'Équipe de Greg sur La chaîne L'Équipe.
À l'exception du prix du but de l'année où c'est le public qui choisit, les lauréats sont désignés par des personnalités du football français (joueurs, entraîneurs, présidents de club...), à la suite d'un vote.
La cérémonie se déroule le 13 mai 2024 au pavillon d'Armenonville à partir de 21 h. Présentée par Marina Lorenzo et Thibault Le Rol, elle est co-diffusée sur Amazon Prime Video et sur La chaîne L'Équipe. 

## Résultats

### Joueurs, joueuses et entraîneurs
| Catégorie                             | Catégorie                             | Nommés                    | Nommés                 | Nommés            | Lauréats             |
| Catégorie                             | Catégorie                             | Personnalités             | Club                   | Poste             | Lauréats             |
| ------------------------------------- | ------------------------------------- | ------------------------- | ---------------------- | ----------------- | -------------------- |
| Ligue 1                               | Meilleur joueur                       | Pierre Lees-Melou         | Stade brestois 29      | Milieu de terrain | Kylian Mbappé        |
| Ligue 1                               | Meilleur joueur                       | Pierre-Emerick Aubameyang | Olympique de Marseille | Attaquant         | Kylian Mbappé        |
| Ligue 1                               | Meilleur joueur                       | Ousmane Dembélé           | Paris Saint-Germain    | Attaquant         | Kylian Mbappé        |
| Ligue 1                               | Meilleur joueur                       | Kylian Mbappé             | Paris Saint-Germain    | Attaquant         | Kylian Mbappé        |
| Ligue 1                               | Meilleur joueur                       | Edon Zhegrova             | LOSC Lille             | Attaquant         | Kylian Mbappé        |
| Ligue 1                               | Meilleur gardien                      | Marco Bizot               | Stade brestois 29      | Gardien de but    | Gianluigi Donnarumma |
| Ligue 1                               | Meilleur gardien                      | Marcin Bułka              | OGC Nice               | Gardien de but    | Gianluigi Donnarumma |
| Ligue 1                               | Meilleur gardien                      | Lucas Chevalier           | LOSC Lille             | Gardien de but    | Gianluigi Donnarumma |
| Ligue 1                               | Meilleur gardien                      | Gianluigi Donnarumma      | Paris Saint-Germain    | Gardien de but    | Gianluigi Donnarumma |
| Ligue 1                               | Meilleur gardien                      | Brice Samba               | RC Lens                | Gardien de but    | Gianluigi Donnarumma |
| Ligue 1                               | Meilleur espoir                       | Leny Yoro                 | LOSC Lille             | Défenseur         | Warren Zaïre-Emery   |
| Ligue 1                               | Meilleur espoir                       | Eliesse Ben Seghir        | AS Monaco              | Milieu de terrain | Warren Zaïre-Emery   |
| Ligue 1                               | Meilleur espoir                       | Rayan Cherki              | Olympique lyonnais     | Milieu de terrain | Warren Zaïre-Emery   |
| Ligue 1                               | Meilleur espoir                       | Désiré Doué               | Stade rennais FC       | Milieu de terrain | Warren Zaïre-Emery   |
| Ligue 1                               | Meilleur espoir                       | Warren Zaïre-Emery        | Paris Saint-Germain    | Milieu de terrain | Warren Zaïre-Emery   |
| Ligue 1                               | Meilleur entraîneur                   | Luka Elsner               | Le Havre AC            | Entraîneur        | Éric Roy             |
| Ligue 1                               | Meilleur entraîneur                   | Luis Enrique              | Paris Saint-Germain    | Entraîneur        | Éric Roy             |
| Ligue 1                               | Meilleur entraîneur                   | Paulo Fonseca             | LOSC Lille             | Entraîneur        | Éric Roy             |
| Ligue 1                               | Meilleur entraîneur                   | Franck Haise              | RC Lens                | Entraîneur        | Éric Roy             |
| Ligue 1                               | Meilleur entraîneur                   | Éric Roy                  | Stade brestois 29      | Entraîneur        | Éric Roy             |
| Ligue 2                               | Meilleur joueur                       | Himad Abdelli             | Angers SCO             | Milieu de terrain | Gauthier Hein        |
| Ligue 2                               | Meilleur joueur                       | Gauthier Hein             | AJ Auxerre             | Milieu de terrain | Gauthier Hein        |
| Ligue 2                               | Meilleur joueur                       | Gaëtan Perrin             | AJ Auxerre             | Milieu de terrain | Gauthier Hein        |
| Ligue 2                               | Meilleur joueur                       | Ilan Kebbal               | Paris FC               | Milieu de terrain | Gauthier Hein        |
| Ligue 2                               | Meilleur joueur                       | Alexandre Mendy           | SM Caen                | Attaquant         | Gauthier Hein        |
| Ligue 2                               | Meilleur gardien                      | Yahia Fofana              | Angers SCO             | Gardien de but    | Gautier Larsonneur   |
| Ligue 2                               | Meilleur gardien                      | Gautier Larsonneur        | AS Saint-Étienne       | Gardien de but    | Gautier Larsonneur   |
| Ligue 2                               | Meilleur gardien                      | Donovan Léon              | AJ Auxerre             | Gardien de but    | Gautier Larsonneur   |
| Ligue 2                               | Meilleur gardien                      | Brice Maubleu             | Grenoble Foot 38       | Gardien de but    | Gautier Larsonneur   |
| Ligue 2                               | Meilleur gardien                      | Mamadou Samassa           | Stade lavallois        | Gardien de but    | Gautier Larsonneur   |
| Ligue 2                               | Meilleur entraîneur                   | Olivier Dall'Oglio        | AS Saint-Étienne       | Entraîneur        | Christophe Pélissier |
| Ligue 2                               | Meilleur entraîneur                   | Alexandre Dujeux          | Angers SCO             | Entraîneur        | Christophe Pélissier |
| Ligue 2                               | Meilleur entraîneur                   | Olivier Frapolli          | Stade lavallois        | Entraîneur        | Christophe Pélissier |
| Ligue 2                               | Meilleur entraîneur                   | Christophe Pélissier      | AJ Auxerre             | Entraîneur        | Christophe Pélissier |
| Ligue 2                               | Meilleur entraîneur                   | Didier Santini            | Rodez AF               | Entraîneur        | Christophe Pélissier |
| Division 1 féminine                   | Meilleure joueuse                     | Sakina Karchaoui          | Paris Saint-Germain    | Défenseure        | Tabitha Chawinga     |
| Division 1 féminine                   | Meilleure joueuse                     | Grace Geyoro              | Paris Saint-Germain    | Milieu de terrain | Tabitha Chawinga     |
| Division 1 féminine                   | Meilleure joueuse                     | Tabitha Chawinga          | Paris Saint-Germain    | Attaquante        | Tabitha Chawinga     |
| Division 1 féminine                   | Meilleure joueuse                     | Ada Hegerberg             | Olympique lyonnais     | Attaquante        | Tabitha Chawinga     |
| Division 1 féminine                   | Meilleure joueuse                     | Lindsey Horan             | Olympique lyonnais     | Attaquante        | Tabitha Chawinga     |
| Division 1 féminine                   | Meilleure gardienne                   | Christiane Endler         | Olympique lyonnais     | Gardienne de but  | Chiamaka Nnadozie    |
| Division 1 féminine                   | Meilleure gardienne                   | Katarzyna Kiedrzynek      | Paris Saint-Germain    | Gardienne de but  | Chiamaka Nnadozie    |
| Division 1 féminine                   | Meilleure gardienne                   | Chloé N'Gazi              | FC Fleury 91           | Gardienne de but  | Chiamaka Nnadozie    |
| Division 1 féminine                   | Meilleure gardienne                   | Chiamaka Nnadozie         | Paris FC               | Gardienne de but  | Chiamaka Nnadozie    |
| Division 1 féminine                   | Meilleure gardienne                   | Kinga Szemik              | Stade de Reims         | Gardienne de but  | Chiamaka Nnadozie    |
| Division 1 féminine                   | Meilleure espoir                      | Thiniba Samoura           | Paris Saint-Germain    | Défenseure        | Louna Ribadeira      |
| Division 1 féminine                   | Meilleure espoir                      | Korbin Albert             | Paris Saint-Germain    | Milieu de terrain | Louna Ribadeira      |
| Division 1 féminine                   | Meilleure espoir                      | Melchie Dumornay          | Olympique lyonnais     | Milieu de terrain | Louna Ribadeira      |
| Division 1 féminine                   | Meilleure espoir                      | Vicki Becho               | Olympique lyonnais     | Attaquante        | Louna Ribadeira      |
| Division 1 féminine                   | Meilleure espoir                      | Louna Ribadeira           | Paris FC               | Attaquante        | Louna Ribadeira      |
| Meilleur joueur français à l'étranger | Meilleur joueur français à l'étranger | Mike Maignan              | AC Milan               | Gardien de but    | Antoine Griezmann    |
| Meilleur joueur français à l'étranger | Meilleur joueur français à l'étranger | William Saliba            | Arsenal FC             | Défenseur         | Antoine Griezmann    |
| Meilleur joueur français à l'étranger | Meilleur joueur français à l'étranger | Eduardo Camavinga         | Real Madrid            | Milieu de terrain | Antoine Griezmann    |
| Meilleur joueur français à l'étranger | Meilleur joueur français à l'étranger | Aurélien Tchouaméni       | Real Madrid            | Milieu de terrain | Antoine Griezmann    |
| Meilleur joueur français à l'étranger | Meilleur joueur français à l'étranger | Antoine Griezmann         | Atlético de Madrid     | Attaquant         | Antoine Griezmann    |

### Buts de l'année
| Championnat | Nommés             | Match             | Match | Match                 | Match | Match | Match | Match                    | Match       | Lauréat        |
| Championnat | Nommés             | Club              | Score | Adversaire            | But   | But   | Lieu  | Lieu                     | Journée     | Lauréat        |
| ----------- | ------------------ | ----------------- | ----- | --------------------- | ----- | ----- | ----- | ------------------------ | ----------- | -------------- |
| Ligue 1     | Teddy Teuma        | Stade de Reims    | 3 - 1 | Montpellier HSC       | 56e   | 3-1   | Ext.  | Stade de la Mosson       | 3e journée  | Kamory Doumbia |
| Ligue 1     | Lamine Camara      | FC Metz           | 1 - 2 | AS Monaco             | 4e    | 1-0   | Ext.  | Stade Louis-II           | 9e journée  | Kamory Doumbia |
| Ligue 1     | Kamory Doumbia     | Stade brestois 29 | 4 - 0 | FC Lorient            | 22e   | 1-0   | Dom.  | Stade Francis-Le Blé     | 17e journée | Kamory Doumbia |
| Ligue 1     | André Ayew         | Le Havre AC       | 3 - 3 | FC Lorient            | 90+4e | 3-3   | Ext.  | Stade du Moustoir        | 19e journée | Kamory Doumbia |
| Ligue 1     | Amine Gouiri       | Stade rennais FC  | 1 - 1 | Paris Saint-Germain   | 33e   | 1-0   | Ext.  | Parc des Princes         | 23e journée | Kamory Doumbia |
| Ligue 1     | Téji Savanier      | Montpellier HSC   | 2 - 1 | Toulouse FC           | 27e   | 1-0   | Ext.  | Stadium de Toulouse      | 32e journée | Kamory Doumbia |
| Ligue 2     | Mathys Tourraine   | Grenoble Foot 38  | 2 - 0 | Paris FC              | 63e   | 1-0   | Dom.  | Stade des Alpes          | 2e journée  | Irvin Cardona  |
| Ligue 2     | Andy Carroll       | Amiens SC         | 1 - 1 | FC Annecy             | 40e   | 1-1   | Ext.  | Parc des Sports d'Annecy | 11e journée | Irvin Cardona  |
| Ligue 2     | Pierre-Yves Hamel  | Paris FC          | 2 - 0 | Rodez AF              | 23e   | 2-0   | Dom.  | Stade Charléty           | 17e journée | Irvin Cardona  |
| Ligue 2     | Andréas Hountondji | Rodez AF          | 2 - 0 | SC Bastia             | 55e   | 2-0   | Ext.  | Stade Armand-Cesari      | 25e journée | Irvin Cardona  |
| Ligue 2     | Irvin Cardona      | AS Saint-Étienne  | 2 - 1 | Girondins de Bordeaux | 90+5e | 2-1   | Dom.  | Stade Geoffroy-Guichard  | 33e journée | Irvin Cardona  |

### Équipes type

#### Ligue 1
| Poste      | Joueurs                   | Club                   |
| ---------- | ------------------------- | ---------------------- |
| Gardien    | Gianluigi Donnarumma      | Paris Saint-Germain    |
| Défenseurs | Bradley Locko             | Stade brestois 29      |
| Défenseurs | Leny Yoro                 | LOSC Lille             |
| Défenseurs | Marquinhos                | Paris Saint-Germain    |
| Défenseurs | Achraf Hakimi             | Paris Saint-Germain    |
| Milieux    | Vitinha                   | Paris Saint-Germain    |
| Milieux    | Pierre Lees-Melou         | Stade brestois 29      |
| Milieux    | Warren Zaïre-Emery        | Paris Saint-Germain    |
| Attaquants | Kylian Mbappé             | Paris Saint-Germain    |
| Attaquants | Pierre-Emerick Aubameyang | Olympique de Marseille |
| Attaquants | Ousmane Dembélé           | Paris Saint-Germain    |

| Club                   | Nombre de joueurs |
| ---------------------- | ----------------- |
| Paris Saint-Germain    | 7                 |
| Stade brestois 29      | 2                 |
| LOSC Lille             | 1                 |
| Olympique de Marseille | 1                 |

#### Ligue 2
| Poste      | Joueurs            | Club             |
| ---------- | ------------------ | ---------------- |
| Gardien    | Gautier Larsonneur | AS Saint-Étienne |
| Défenseurs | Ali Abdi           | SM Caen          |
| Défenseurs | Anthony Briançon   | AS Saint-Étienne |
| Défenseurs | Jubal Jr           | AJ Auxerre       |
| Défenseurs | Paul Joly          | AJ Auxerre       |
| Milieux    | Himad Abdelli      | Angers SCO       |
| Milieux    | Ilan Kebbal        | Paris FC         |
| Milieux    | Gauthier Hein      | AJ Auxerre       |
| Attaquants | Alexandre Mendy    | SM Caen          |
| Attaquants | Loïs Diony         | Angers SCO       |
| Attaquants | Gaëtan Perrin      | AJ Auxerre       |

| Club             | Nombre de joueurs |
| ---------------- | ----------------- |
| AJ Auxerre       | 4                 |
| Angers SCO       | 2                 |
| SM Caen          | 2                 |
| AS Saint-Étienne | 2                 |
| Paris FC         | 1                 |

#### Division 1 féminine
| Poste       | Joueuses           | Club                |
| ----------- | ------------------ | ------------------- |
| Gardienne   | Chiamaka Nnadozie  | Paris FC            |
| Défenseures | Sakina Karchaoui   | Paris Saint-Germain |
| Défenseures | Griedge Mbock      | Olympique lyonnais  |
| Défenseures | Elisa De Almeida   | Paris Saint-Germain |
| Défenseures | Ellie Carpenter    | Olympique lyonnais  |
| Milieux     | Lindsey Horan      | Olympique lyonnais  |
| Milieux     | Inès Benyahia      | Le Havre AC         |
| Milieux     | Grace Geyoro       | Paris Saint-Germain |
| Attaquantes | Delphine Cascarino | Olympique lyonnais  |
| Attaquantes | Tabitha Chawinga   | Paris Saint-Germain |
| Attaquantes | Eugénie Le Sommer  | Olympique lyonnais  |

| Club                | Nombre de joueuses |
| ------------------- | ------------------ |
| Olympique lyonnais  | 5                  |
| Paris Saint-Germain | 4                  |
| Le Havre AC         | 1                  |
| Paris FC            | 1                  |

### Autres prix
| Prix              | Lauréats |
| ----------------- | --- |
| Trophées arbitres | François Letexier et Nicolas Danos (Ligue 1) |
| Trophées arbitres | Nicolas Rainville et Florian Goncalves (Ligue 2) |
| Trophée citoyens  | Raphaël Varane |
| Trophée d'honneur | Équipe de France de football aux Jeux olympiques d'été de 1984 : vainqueur de la médaille d'or aux Jeux olympiques d'été de 1984 |
| Trophée d'honneur | Groupe des champions olympiques : Gardiens : Michel Bensoussan (FC Rouen), Albert Rust (FC Sochaux) Défenseurs : William Ayache (FC Nantes), Michel Bibard (FC Nantes), Philippe Jeannol (AS Nancy-Lorraine), Didier Sénac (RC Lens), Jean-Christophe Thouvenel (Girondins de Bordeaux) Milieux de terrain : Dominique Bijotat (AS Monaco), Jean-Claude Lemoult (Paris Saint-Germain), Jean-Philippe Rohr (FC Metz), Jean-Louis Zanon (AS Saint-Étienne) Attaquants : François Brisson (RC Lens), Patrick Cubaynes (Nîmes Olympique), Patrice Garande (AJ Auxerre), Guy Lacombe (Toulouse FC), José Touré (FC Nantes), Daniel Xuereb (RC Lens) Sélectionneur : Henri Michel Staff : André Boéda (médecin), Henri Émile (intendance), Michel Garcia (kinésithérapeute), Jacky Thiébaut (entraîneur-adjoint) |

## Remise de trophées
| Catégorie                      | Personnalités                       |
| ------------------------------ | ----------------------------------- |
| Meilleur espoir (L1)           | Robert Pirès                        |
| Meilleurs arbitres             | Philippe Diallo                     |
| Meilleure gardienne (D1)       | Laura Georges                       |
| Meilleure espoir (D1)          | Laura Georges                       |
| Meilleure joueuse (D1)         | Laura Georges                       |
| Meilleur gardien (L1)          | Jérémie Janot                       |
| Trophée citoyens               | Guillaume Naslin                    |
| Meilleur entraîneur (L2)       | Guy Lacombe                         |
| Meilleur gardien (L2)          | Benjamin Nivet & Frédéric Piquionne |
| Meilleur joueur (L2)           | Benjamin Nivet & Frédéric Piquionne |
| Meilleur entraîneur (L1)       | Didier Deschamps                    |
| Meilleur français à l'étranger | David Terrier                       |
| Équipe type (L1)               | Vincent Labrune & Frank Lebœuf      |
| Plus beau but (L2)             | Jimmy Briand                        |
| Plus beau but (L1)             | Jimmy Briand                        |
| Meilleur joueur (L1)           | Marie-José Pérec                    |